# Pandilla de la Calle Yancy
La Pandilla de la Calle Yancy es una pandilla callejera ficticia que aparece en los cómics estadounidenses publicados por Marvel Comics. Ocasionalmente aparece en el cómic de Los 4 Fantásticos. La pandilla a menudo se ve como un antagonista de La Mole, llenándolo de insultos y, ocasionalmente, lechugas. En sus primeras apariciones, eran una presencia "fuera de la pantalla", con solo sus manos y brazos visibles en el panel.

## Orígenes del concepto
Creado por Stan Lee y Jack Kirby en los primeros días del cómic de Los 4 Fantásticos, "Calle Yancy" es una referencia al Lower East Side de Manhattan, donde Kirby creció. Este también era el barrio de La Mole, y el personaje fue atacado por la Pandilla de la Calle Yancy por ser un "vendido" y abandonar sus raíces de matones de clase trabajadora. Kirby consideraba a La Mole como su "alter ego", y la problemática relación del personaje con su antiguo vecindario ha sido vista como una metáfora de la propia identidad judía de Kirby. Una historia de 2002 trajo a La Mole de regreso a su antiguo vecindario, Estrella de David que robó de una casa de empeño como iniciación a la pandilla; esta historia fue la primera en revelar que el personaje es judío.

## Historial de publicaciones
La Pandilla de la Calle Yancy fue creada por Stan Lee y Jack Kirby, y apareció por primera vez en Fantastic Four # 15 (junio de 1963), aunque en su mayoría fuera del panel; como en la mayoría de sus apariciones, solo sus brazos son visibles cuando arrojan objetos a La Mole y le gritan insultos. La pandilla, tipo Niños sin salida, se mencionó por primera vez, aunque no se vio, en Fantastic Four # 6. La Calle Yancy recibe su nombre en referencia a la verdadera Calle Delancey, que se extiende desde Bowery en el Lower East Side de Manhattan hacia el este hasta el Puente de Williamsburg. Sin embargo, la Calle Yancy aparece en Fantastic Four # 15 (junio de 1963) para cruzar con la Avenida 10th, que está en el lado oeste de Manhattan.

## Historia del grupo ficticio
La pandilla de la Calle Yancy es representada como frecuentadora del centro de Manhattan y actúa como un antagonista recurrente de La Mole, atormentándolo por un efecto típicamente humorístico. Originalmente se describió como compuesto solo por jóvenes, pero las representaciones posteriores tienen tanto miembros jóvenes como miembros adultos de una generación anterior, que han transmitido su rencor contra La Mole a los miembros más jóvenes. Aunque se describe como una pandilla, la Pandilla de la Calle Yancy rara vez se describe como participando en actividades delictivas (excepto en el acoso de La Mole, que rara vez se toma sus acciones en serio) y puede describirse con mayor precisión como un círculo de amigos y asociados que se admite que son rufianes. Anime a los jóvenes del vecindario a desviar sus energías para interrumpir inofensivamente a la Mole prácticamente indestructible, en lugar de dedicarse a actividades más peligrosas e ilegales.
Los miembros adultos de la Pandilla de la Calle Yancy, todos aparentemente obreros (muchos de ellos típicamente usan cascos) que todavía viven en el vecindario, a menudo son vistos atormentando a La Mole de alguna manera, generalmente arrojándole cosas y gritándole insultos cada vez que entró en la Calle Yancy. También se pensó que le enviaban paquetes con trampas explosivas, aunque un retcon en Fantastic Four (vol. 3) # 61, escrito por Mark Waid, reveló que estos paquetes (o al menos muchos de ellos) en realidad habían sido enviados por la Antorcha Humana como parte de su propia campaña recurrente de bromas contra La Mole. Cuando era joven, Ben Grimm anteriormente dirigió la pandilla, y los otros miembros, que han conservado su lealtad a ella en la edad adulta, aparentemente lo resienten por haberse "vendido" al dejar el vecindario y buscar una educación superior y un nivel de vida, culminando en su posición como uno de los pilotos más consumados de la Fuerza Aérea y, más tarde, como un aventurero de fama mundial. Sin embargo, generalmente se les presenta como bondadosos y ocasionalmente han ayudado a los Cuatro Fantásticos si un supervillano amenaza a su vecindario o si piensan que un villano le está dando demasiados problemas a la Mole (señalando en tales ocasiones que "Ese es nuestro trabajo!"). A veces parece que les agrada genuinamente a La Mole, aunque solo sea porque es un objetivo tan efectivo y (a veces) de buen humor para sus bromas; estaban bastante arrepentidos cuando aparentemente murió en acción, solo para retraer rápidamente el sentimiento cuando demostró haber sobrevivido.
Otros héroes se han involucrado con la vida local, como cuando Spider-Man despejó una invasión de la Zona Negativa de la Calle Yancy y salvó a tres residentes de perderse para siempre.

### Haciendo las paces
En The Thing # 6 (serie de 2006), la relación de La Mole con la Calle Yancy finalmente se reconcilió, después de que el millonario (siguiendo los eventos en el cómic en curso de Los 4 Fantásticos) La Mole donara una instalación recreativa de última generación al vecindario. Inicialmente resentidos porque consideraban el proyecto como un ejercicio de ego, más tarde se enteraron de que se llamaba en honor al hermano fallecido de La Mole, Daniel Grimm Jr. (otro exalumno de la Pandilla de la Calle Yancy) y declararon que la instalación estaba bajo su protección informal. La instalación se vuelve a ver más tarde cuando Benjamin está animando a los jóvenes locales a hacer uso de la ubicación y golpear las bolsas en lugar de los demás.
Los miembros adultos de la Pandilla de la Calle Yancy se muestran tradicionalmente en los cómics con sus rostros oscurecidos por las sombras de sus cascos u otros adornos para la cabeza. Sin embargo, los Callejeros Yancy más jóvenes de la "próxima generación" se han visto en su totalidad, incluso en una historia (Fantastic Four # 361 "Miracle On Yancy Street!" de Paul Ryan y Tom DeFalco) que retrata a la banda con trucos y nombres en clave similares a las Pandillas de Niños de Kirby de DC Comics.

### Civil War
La Pandilla de la Calle Yancy se ha involucrado profundamente durante la historia de Civil War. Forman parte de un gran grupo de ciudadanos de Nueva York que protestan por el arresto de superhéroes que no desean registrarse con el gobierno de los Estados Unidos. Ben Grimm se involucra en la disputa, y las fuerzas policiales le piden que hable con los clientes habituales de Gang. Ben se encuentra con Cee, un joven en una posición de liderazgo. Tanto Cee como la policía desean que Ben adopte un papel más activo, pero él mantiene su neutralidad. Mientras continúan las negociaciones, otro miembro de la pandilla, Mouse, se ha involucrado con los villanos de FF desde hace mucho tiempo, el Amo de las Marionetas y el Pensador Loco. Los dos hombres pusieron en marcha un plan que lleva a un convoy de prisioneros de superhéroes por la misma calle Yancy. Aunque Spider-Man reconoce el problema potencial cuando el convoy gira, es demasiado tarde.
Las fuerzas militares y los superhéroes de ambos lados de la Ley de Registro, algunos afectados por los villanos y algunos peleando con sus propias agendas, se involucran en una pelea que daña la propiedad. Mouse, que no tiene el control de su propia mente, lanza una bomba en medio de la pelea. En un esfuerzo por salvar vidas, Ben Grimm estrella un gran camión vacío contra la bomba. Este esfuerzo falla, ya que la explosión mata a Cee. Ben entrega furiosamente el cuerpo de Cee a los otros miembros de la pandilla y avergüenza a las personas involucradas para que abandonen la pelea.
Una versión posterior de la Pandilla de la Calle Yancy estaba compuesta por delincuentes de cuello azul que fueron empresas emergentes de puntocom, ex comerciantes de Wall Street y administradores de fondos de cobertura fallidos. Esta versión de la Pandilla de la Calle Yancy se encontró con Ben Grimm y la Antorcha Humana durante un período en el que la Mole volvió brevemente a su forma humana. A pesar de su falta de fuerza física, Ben aún pudo enviar a la pandilla a empacar.
La Calle Yancy apareció cuando una figura misteriosa que robaba adornos navideños llevó a Ben Grimm al Hogar de Niños de la Calle Yancy. Esto interrumpió el plan de Ben Grimm de ir a una cena de superhéroes judíos, pero resultó bien para los niños, que carecían de su propia cena. Los héroes compartieron con los niños.

### Miedo Encarnado
Durante la historia de "Miedo Encarnado", la propia calle Yancy física es destruida por La Mole, que se transformó en Angrir: Destructor de Almas.

### Relaciones personales con héroes
Los miembros de la Pandilla de la Calle Yancy, Petey, Tony y un miembro anónimo jugaron al póquer con La Mole y Gambito.
En el momento en que los Cuatro Fantásticos estaban en el espacio, la Pandilla de la Calle Yancy se ofendió porque Darla Deering actuaba como la Sra. Mole, donde se ofendieron porque ella "se hizo pasar" como la Mole. Enviaron uno de sus típicos paquetes con trampa explosiva a su habitación de hotel después de una actuación musical. Darla y su compañero de equipo Ant-Man estaban cubiertos de crema batida y destellos, mientras que los miembros de la Pandilla de la Calle Yancy (que llevaban máscaras de La Mole) tomaron fotos de la pareja antes de huir a Times Square. Pudieron escapar, gracias a las celebraciones de Nochevieja que se estaban llevando a cabo en ese momento, y lograron publicar las fotos vergonzosas en línea. La Pandilla de la Calle Yancy luego se volvió más conocedor de la tecnología al incluir a los piratas informáticos Carlos Hernandez, Douglas Ray y Jason Carter, donde piratearon el concurso para que la Pandilla de la Calle Yancy pudiera asistir a la actuación acústica privada de Darla Deering. Durante la actuación de Darla, la arrojaron frutas y verduras, obligándola a huir. Sin embargo, Ant-Man se escondió en sus cuerpos, aprendió las contraseñas de todas sus cuentas de redes sociales y envió por correo electrónico toda la información a sus rivales para obligarlos a dejar de acosar a Darla Deering. Tras este incidente, los piratas informáticos de la Pandilla de la Calle Yancy acordaron ayudar a piratear la base de datos informática del Doctor Doom, donde frustraron sus planes de destruir la Fundación Futura junto con Annihilus y Kid Immortus.
La Calle Yancy física se ve más tarde en una condición mejorada reconstruida cuando su sistema de metro es invadido por Killer Folk levemente violento del pasado. La banda fue rechazada por Killer Folk, que se apoderó de la calle. Los Killer Folk fueron rechazados más tarde por Chica Luna y Dinosaurio Diablo. La Calle Yancy es más tarde el lugar de una incursión de Omnipotentes, una fuerza que devora universos.
La mudanza de los Cuatro Fantásticos a la Calle Yancy, más la influencia intencional de los supervillanos, hizo que las rentas se dispararan. La seguridad de estar literalmente cerca de los Cuatro Fantásticos hace que la calle se convierta en un vecindario más atractivo. Se ve a varios miembros de la banda de la Calle Yancy cuando ayudan a Ben Grimm a luchar contra el 'Terrible Trio'. Este grupo estaba amenazando la seguridad y la vida de varios residentes inocentes de la Calle Yancy. En última instancia, Reed Richards arregla la situación de la vivienda con un dispositivo que duplica la cantidad de apartamentos sin alterar el tamaño del edificio de apartamentos real.

## Miembros

### Actual
- "Diccionario" Dawson - Elocuente miembro de la Pandilla de la Calle Yancy.
- "Lugwrench" Lubowski -
- "Rhythm" Ruiz -
- Carlos Hernandez - Hacker de la Pandilla de la Calle Yancy.
- Douglas Ray - Hacker de la Pandilla de la Calle Yancy.
- Jack -
- Jason Carter - Hacker de la Pandilla de la Calle Yancy.
- Larry "Little" Lee -
- Manny "Smooth" Merengues -
- Petey -
- Stan -
- Tommie "Two-Fisted" Boyd -
- Tony -

### Antiguos miembros
- Cee - Miembro de la Pandilla de la Calle Yancy. Asesinado en el fuego cruzado entre las fuerzas Pro-Registro y las Fuerzas Anti-Registro.
- Daniel Grimm Jr. - El hermano mayor de La Mole, quien estuvo muy involucrado con la Pandilla de la Calle Yancy. Asesinado durante una guerra de pandillas entre la banda de la Avenida Thompson.

## Otras versiones

### Fantastic Four: The End
En el futuro alternativo de Fantastic Four: The End, Ben Grimm ha nombrado a su hija Yancy, posiblemente en honor a la pandilla.

### Spider-Gwen
En las páginas de Spider-Gwen que tienen lugar en la Tierra-65, la Pandilla de la Calle Yancy está formada por Hobie Brown, Izzy y algunos miembros sin nombre. La Pandilla de la Calle Yancy estaba enraizada en Spider-Woman, y estaban pintando una valla publicitaria atacando a Spider-Woman cuando el oficial Ben Grimm trató de atraparlos. Sin embargo, fueron testigos de cómo Grimm era atacado y secuestrado por el Buitre.

### Historias alarmantes
En este universo alternativo, la Pandilla de la Calle Yancy intenta ayudar a Ben a detener a una banda asesina de matones superpoderosos que se han escondido en la Calle Yancy. Va mal, con muchos muertos y casi la mitad de la calle arrasada por la explosión de un camión de gas.

## En otros medios

### Televisión
- La Pandilla de la Calle Yancy aparece en la caricatura de Los Cuatro Fantásticos de 1967.
- La Pandilla de la Calle Yancy aparece en la caricatura única de 1979 de Hanna-Barbera los sábados por la mañana Pedro y Pablo conocen a La Mole. Esta versión se reinventa como un trío de motociclistas que eran antagonistas recurrentes, aunque bastante inofensivos. El trío está formado por Spike (con la voz de Art Metrano), Stretch (con la voz de Wayne Morton) y Turkey (con la voz de Michael Sheehan). La Pandilla de la Calle Yancy aparecen en algunos episodios para gastar bromas pesadas sobre La Mole y causar estragos que generalmente resultan en que se vean frustrados por La Mole.[24]
- La Pandilla de la Calle Yancy no apareció en la caricatura de Los 4 Fantásticos de 1994, pero aparecieron en el episodio de El Increíble Hulk de 1996, "Fantastic Fortitude", donde la Pandilla de la Calle Yancy (que siempre estaba fuera de cámara, pero sus sombras eran visibles) hacía una broma sobre La Mole yendo a una abertura de hábitat de gorilas falsa por la que se enamoró. Después de que La Mole fue derrotado por el Ogress, la Pandilla de la Calle Yancy más tarde distribuye folletos marcados como "¡¡COSA APLASTADA POR UNA MUJER!!" desde un avión que pasaba, para disgusto de La Mole.
- La Calle Yancy fue mencionada en The Avengers: Earth's Mightiest Heroes.
- La Pandilla de la Calle Yancy fue mencionada en un episodio de Iron Man: Armored Adventures por Nick Fury.
- En el episodio de Avengers Assemble, "El Día Libre de Hulk", el Capitán América, Falcon, Hawkeye y Hulk visitan la Calle Yancy. El episodio revela que Hulk y La Mole compiten entre sí en la bolera de la Calle Yancy todas las semanas. La Mole comenta que la razón por la que sólo van al callejón de la Calle Yancy es que es el único que ofrece zapatos de bolos de su tamaño sobrehumano.

### Videojuegos
- La Pandilla de la Calle Yancy aparece en el videojuego Ultimate Spider-Man. Aparecen como una pandilla de matones callejeros común, donde todos son golpeados por Spider-Man. Ninguno de los miembros de la pandilla recibe un nombre ni se hace referencia a la Mole (excepto cuando un matón dice "Es hora de robar", una obra de teatro con el eslogan de la Cosa "¡Es hora de golpear!").
- La Pandilla de la Calle Yancy aparece en el videojuego Fantastic Four (basado en la película). Esta versión es una pandilla de motociclistas de aspecto despiadado que capturan a Alicia Masters en el segmento en solitario de La Mole que detalla su encuentro con la Pandilla de la Calle Yancy.
- En el videojuego Marvel Puzzle Quest, "Yancy Street Special" es un movimiento especial utilizado por "La Mole (Clásico)".

### Varios
- En Universal Studios Islands of Adventure en Orlando, la Calle Yancy se puede ver en la sección Marvel Super Hero Island.